# クーバ城

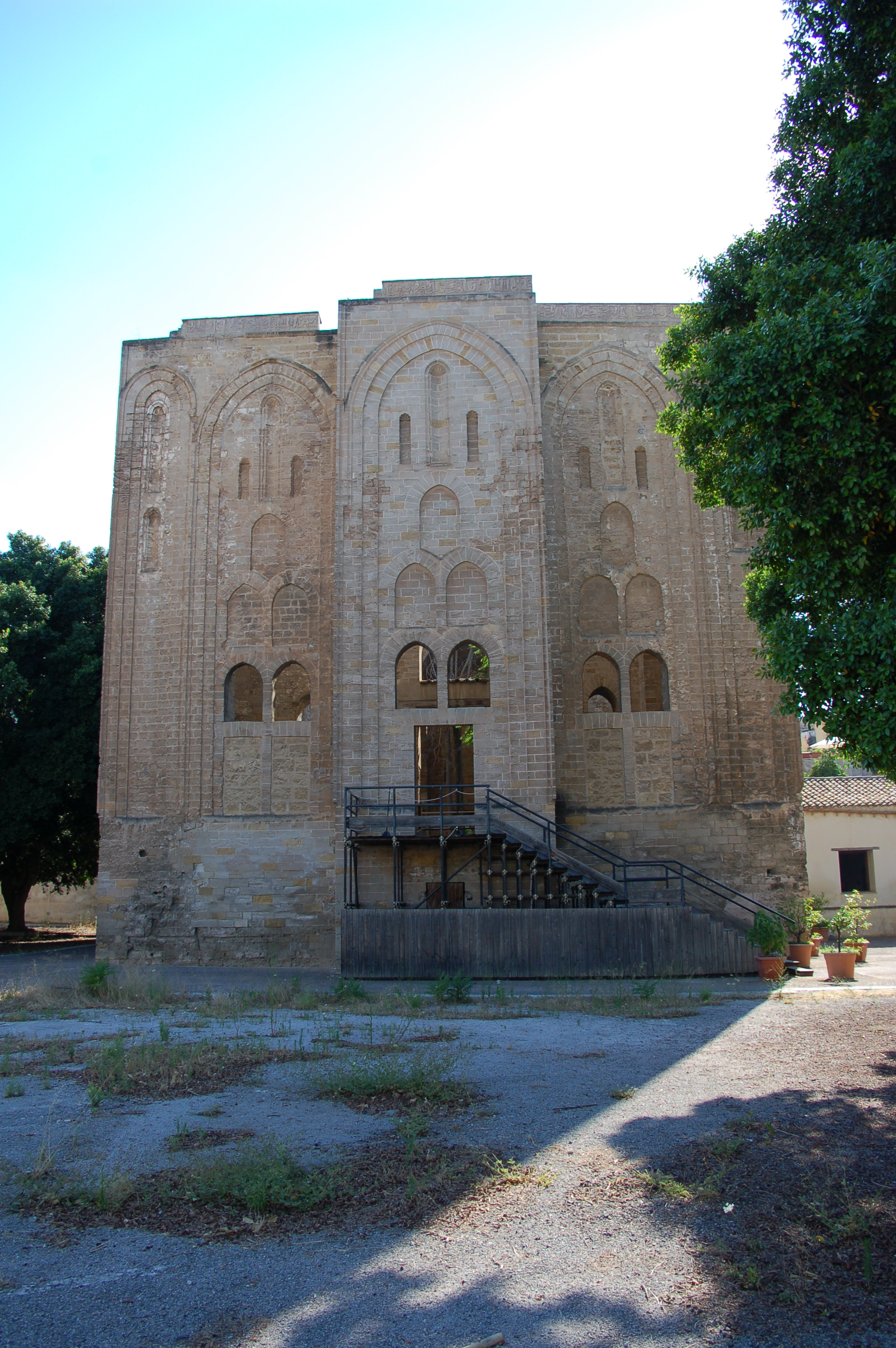
クーバ城

クーバ城 （クーバじょう、イタリア語：Castello della Cuba）は、イタリア・パレルモにある城。1180年、シチリア王グリエルモ2世によって建てられた。城は、グリエルモ2世の私的な休息所である広大な王室公園内に、人工湖と同時につくられた。1072年のノルマン人による征服以後もパレルモに住み続けたアラブ人芸術家の手による装飾と設計がみてとれ、イスラム建築から強い影響を受けていることがわかる。ブルボン家支配に変わってからは、いくつかの兵舎が追加された。16世紀にはハンセン病患者の居住地に使用された。
大建築物は、どっしりとした外観の長方形の平面図を持つ。4つのファサードは、目隠しアーケードと小さな窓、壁がんによって特徴づけられる。『クーバ』という名は、実際に大きくどっしりとした形態から名付けられている。有名な中世イタリア文学者ジョヴァンニ・ボッカッチョはクーバ城に触発され、『デカメロン』におさめられた一編の作品の舞台とした。
『クーボラ』または『ちいさなクーバ』は、グリエルモ2世の庭園内に建てられた別の大建築物で、面積はクーバ城より小さい。最も注目を集めるクーボラの姿は、小さな半球状の小尖塔である。
座標: 北緯38度06分28秒 東経13度20分33秒 / 北緯38.10778度 東経13.34250度